# Colostygia scabraria
Colostygia scabraria là một loài bướm đêm trong họ Geometridae.